# Тест-пряди
Тест пряди — парикмахерский инструмент, используемый для обучения, проверки красителей и демонстрации результатов окрашивания. Пряди могут быть как натуральными, так и искусственными. В производстве красителей тест пряди применяются для создания палитр, а парикмахеры используют их для обучения и создания образцов цвета для клиентов.

## История
Тест пряди появились вместе с развитием парикмахерского искусства и индустрии красоты. С ростом популярности окрашивания волос, возникла необходимость в демонстрации цветов и оттенков, а также в проверке новых формул красителей.

## Типы тест прядей

### Натуральные волосы
Пряди из натуральных волос наиболее популярны среди профессионалов. Они позволяют точно оценить, как краситель будет взаимодействовать с человеческими волосами. Натуральные пряди могут быть различных оттенков и типов волос (прямые, волнистые, кудрявые), что позволяет парикмахерам отрабатывать навыки окрашивания на разных текстурах.

### Искусственные волосы
Искусственные волосы чаще используются производителями красителей для создания цветовых палитр. Они могут имитировать различные типы и оттенки волос, но их поведение при окрашивании может отличаться от натуральных. Основное преимущество искусственных прядей — их доступность и возможность массового производства.

## Применение

### Производство красителей
Производители красок для волос используют тест пряди для создания и демонстрации палитр цветов. Это помогает парикмахерам и клиентам выбирать нужные оттенки. В лабораториях тест пряди используются для проверки новых формул красителей и оценки их стойкости и равномерности нанесения.

### Обучение парикмахеров
Парикмахерские школы и учебные центры активно используют тест пряди для обучения студентов техникам окрашивания. Пряди позволяют отрабатывать различные техники нанесения краски, мелирования, тонирования и других процедур без риска повредить волосы моделей.

### Создание образцов цвета
Парикмахеры могут использовать тест пряди для создания образцов цвета, которые помогают клиентам визуализировать конечный результат окрашивания. Это особенно полезно при выборе сложных или нестандартных оттенков.

## Преимущества и недостатки

### Преимущества
- Точность: Натуральные пряди позволяют точно оценить результат окрашивания.
- Безопасность: Возможность отработки техник окрашивания без риска для волос клиентов.
- Демонстрация: Удобный инструмент для демонстрации цветовых палитр и конечных результатов[4].

### Недостатки
- Стоимость: Натуральные пряди могут быть дорогими.
- Ограничения: Искусственные пряди могут не всегда точно имитировать поведение натуральных волос при окрашивании.

## Альтернативы
Существуют и другие методы проверки и демонстрации красителей, такие как цифровое моделирование или окрашивание на моделях. Однако тест пряди остаются наиболее популярным и надежным инструментом среди профессионалов.